# 新型うつ病
新型うつ病（しんがたうつびょう）、あるいは、現代型うつ病（げんだいがたうつびょう）とは、従前からの典型的なうつ病とは異なる特徴を持つものの総称であり、正式な用語でもないが意味が独り歩きし、専門家の間でも一致した見解が得られていない。従来のメランコリー親和型の性格標識を持たない患者を指すことが多い。

## 新型うつ病（現代型うつ病）
日本うつ病学会は、新型うつ病は専門用語ではないとし、現代型うつ病、ディスチミア親和型などの他に提唱されている名称に言及している。また非定型うつ病は正式な医学用語であるが、医学用語としての本来の意味と離れて、日本のマスメディアなどによってここでいう新型うつ病と同義に用いられている。
こうして様々に類型される、考察や仮説の段階にある若年者の軽症の抑うつ状態に対する研究から、マスコミが一側面だけを切り取り、新型あるいは現代型うつ病などと呼ばれているが、医学的に明確な根拠なく広まりを見せ混乱が生じている。そのため日本うつ病学会による診療ガイドラインにおいても、深い考察も治療の証拠もないためとりあげないとしている。

### うつ病概念の拡大
新しいタイプのうつ病を理解するには、日本における精神医学の発展の歴史を知る必要がある。戦前から日本はドイツ精神医学の影響を受けており、うつ病＝内因性うつ病（＝メランコリー親和型うつ病）と捉えられてきた。しかし戦後アメリカ精神医学が主流となり、各国と同様に日本においても操作的診断学が導入されるようになると、あらゆる抑うつ症状が全て「大うつ病性障害」に包含されることとなった。従来の伝統的診断学においては、病前性格論・生活史診断などを組み合わせてうつ病の鑑別診断が行われており、カルテには薬物が奏効する「内因性うつ病」、心理学的問題の解決が求められる「神経症性うつ病」、「境界性パーソナリティ障害に伴う抑うつ症状」などと記されていた。しかし操作的診断基準とともにうつ病圏が拡大されると、成因が問われず様々な精神障害の抑うつ症状が「大うつ病性障害」へと混入して診断されることとなった。その結果成因が問われないままにうつ病と診断がなされ治療されてきたのが、近年増加した新しいタイプのうつ病である。症候学的には大うつ病性障害の診断基準を満たすため、確かに「うつ病」ではあるが、必ずしも伝統的診断における「うつ病（内因性うつ病）」とは限らないため、抗うつ薬による薬物療法の効果は限局的である。

### 従来とは対極にある性格標識
これまで従来のメランコリー親和型の性格標識を持たないうつ病患者が数多く報告されてきた。笠原の退却神経症、阿倍の未熟型うつ病、広瀬の逃避型抑うつ、松浪の現代型うつ病などである。これらは提唱者によって少しずつ特徴の捉え方が異なるが、新しいタイプのうつ病の一部である。樽味はメランコリー親和型と対比させたディスチミア親和型として定義し、市橋は内因性うつ病ではないが、症候学的には大うつ病性障害の操作的診断基準を満たすことから、非うつ病性うつ病。と定義した。樋口はその構造から、境界性うつ病および自己愛性うつ病と定義した。
この種の新しいタイプのうつ病に共通してみられる心性は、役割意識に乏しく、他責的・他罰的で、薬物が奏効せず、遷延化するという点である。何人かの研究者は、それらの多くはパーソナリティ障害（パーソナリティ障害の傾向を持つ者）と考えられており、多分に自己愛的、回避的心性を読み取ることができる。